# توماس نايفت (بارون نايفت الأول)
توماس نايفت، بارون نايفت الأول (1945 - 27 يوليو 1622) هو إنجليزي من رجال الحاشية الملكية، وبرلماني لعب دورًا مُهمًا في إفشال مؤامرة البارود.